# Giuseppe Forti
| 10591 Caverni          | 13 agosto 1996    |
| 10928 Caprara          | 25 gennaio 1998   |
| 11337 Sandro           | 10 agosto 1996    |
| 11621 Duccio           | 15 agosto 1996    |
| 12044 Fabbri           | 29 marzo 1997     |
| 12928 Nicolapozio      | 30 settembre 1999 |
| 14659 Gregoriana       | 15 gennaio 1999   |
| 14953 Bevilacqua       | 13 febbraio 1996  |
| 15004 Vallerani        | 7 dicembre 1997   |
| 15006 Samcristoforetti | 27 febbraio 1998  |
| 15360 Moncalvo         | 14 febbraio 1996  |
| 15418 Sergiospinelli   | 27 febbraio 1998  |
| 17019 Aldo             | 23 febbraio 1999  |
| 18628 Taniasagrati     | 27 febbraio 1998  |
| 20200 Donbacky         | 28 febbraio 1997  |
| 22517 Alexzanardi      | 26 febbraio 1998  |
| 27005 Dariaguidetti    | 27 febbraio 1998  |
| 29550 Yaribartolini    | 25 gennaio 1998   |
| 31153 Enricaparri      | 26 ottobre 1997   |
| 33162 Sofiarandich     | 27 febbraio 1998  |
| 35464 Elisaconsigli    | 27 febbraio 1998  |
| 39871 Lucagrazzini     | 27 febbraio 1998  |
| 39875 Matteolombardo   | 27 febbraio 1998  |
| 42929 Francini         | 8 ottobre 1999    |
| 46702 Linapucci        | 28 febbraio 1997  |
| 48842 Alexmazzanti     | 25 gennaio 1998   |
| 49987 Bonata           | 3 gennaio 2000    |
| 53053 Sabinomaffeo     | 12 dicembre 1998  |
| 58572 Romanella        | 7 settembre 1997  |
| 58702 Tizianabitossi   | 25 gennaio 1998   |
| 58709 Zenocolò         | 14 febbraio 1998  |
| 70744 Maffucci         | 9 novembre 1999   |
| 82463 Mluigiaborsi     | 21 luglio 2001    |
| 86195 Cireglio         | 30 settembre 1999 |
| 103421 Laurmatt        | 6 gennaio 2000    |
| 108205 Baccipaolo      | 26 aprile 2001    |
| 108702 Michelefoparri  | 21 luglio 2001    |
| 137082 Maurobachini    | 12 dicembre 1998  |
| 193818 Polidoro        | 16 agosto 2001    |

Giuseppe Forti (21 dicembre 1939 – 2 luglio 2007) è stato un astronomo italiano, specialista di meccanica celeste.
È stato uno degli ideatori del programma Aneopp (Arcetri NEO Precovery Program), un programma di ricerche dedicato alla prescoperta di asteroidi portato avanti dall'Osservatorio astrofisico di Arcetri e un membro dello staff del programma CINEOS .
È stato membro di tre Commissioni dell'Unione Astronomica Internazionale, afferenti alla terza divisione: Scienze dei sistemi planetari: la 15 - Studi fisici sulle comete e sugli asteroidi, la 20 - Moto di asteroidi, comete e satelliti e la 22 - Meteore, meteoriti e polvere interplanetaria .  
Il Minor Planet Center gli accredita le scoperte di quarantanove asteroidi, effettuate tra il 1977 e il 2001, tutte in collaborazione con altri astronomi: Andrea Boattini, Luciano Tesi e Maura Tombelli.
Gli è stato dedicato l'asteroide 6876 Beppeforti.  e l'osservatorio di Montelupo Fiorentino denominato "Osservatorio Astronomico Beppe Forti" costruito grazie al lavoro costante di Maura Tombelli e inaugurato il 14 luglio 2018 da Piero Angela.